# بيبان (العراق)
بيبان (بالكردية: بێبان) هي قرية تقع في قضاء تلكيف من محافظة نينوى في شمال العراق. تقع القرية على بعد 8 كيلومتر (5.0 ميل) جنوب شرق ألقوش في سهل نينوى. وهي من ضمن المناطق المتنازع عليها في شمال العراق. ويسكنها الإيزيديون.
القرية محاطة بطبيعة خلابة تتنوع بين التلال المنخفضة والسهول، وتقع على بعد يقارب ثمانية كيلومترات جنوب شرق بلدة ألقوش المعروفة بتاريخها المسيحي العريق، كما تبعد عن مدينة الموصل نحو خمسة وخمسين كيلومترًا باتجاه الشمال. من الناحية الروحية، تعتبر بيبان أيضًا ذات أهمية كبيرة لكونها تقع على مسافة لا تتجاوز الثلاثين كيلومترًا من معبد لالش، المركز الروحي والديني الأعلى عند الإيزيديين، مما يجعل سكانها على ارتباط عميق بالطقوس والمناسبات الدينية الخاصة التي تقام هناك على مدار العام.

## أصل التسمية
اسم بيبان مشتق من الكلمة الآشورية "بيت بان".